# Venus and Mars
Venus and Mars é o quarto álbum de estúdio da banda anglo-americana de rock Wings. Foi lançado em 27 de maio de 1975 pela Capitol Records. Como sucessor de Band on the Run, Venus and Mars continuou o sucesso comercial do grupo e forneceu uma turnê mundial de um ano. Foi o primeiro álbum pós-Beatles de Paul McCartney a ser lançado mundialmente pela Capitol em vez da Apple Records.
Após as gravações de Band on the Run como um trio com sua esposa Linda e o guitarrista Denny Laine, McCartney recrutou o guitarrista Jimmy McCulloch e o baterista Geoff Britton para a banda em agosto de 1974. As sessões de gravação do álbum ocorreram em Londres, Nova Orleães e Los Angeles, entre novembro de 1974 e início de 1975. Durante as gravações, as tensões pessoais fizeram com que Britton desistisse após seis meses, forçando a banda a recrutar o baterista Joe English para finalizar o álbum.
Precedido pelo single "Listen to What the Man Said", Venus and Mars alcançou a primeira posição nas tabelas musicais dos Estados Unidos, Reino Unido e de outros países ao redor do mundo. Ele também recebeu críticas favoráveis dos críticos musicais, mas acabou sendo considerado inferior ao seu antecessor. O álbum foi relançado em disco compacto com faixas bônus em 1984 e em 1993 como parte da série The Paul McCartney Collection(em inglês). Foi remasterizado em 2014 e lançado em uma edição deluxe com faixas bônus e material inédito.

## Contexto
Após as gravações de Band on the Run com sua esposa Linda e o guitarrista Denny Laine, Paul McCartney recrutou o guitarrista Jimmy McCulloch e o baterista Geoff Britton para a banda em agosto de 1974. Tendo escrito várias novas canções para o álbum seguinte, McCartney decidiu Nova Orleães como local de gravação, para onde a banda iria em janeiro de 1975. Antes de partirem, gravaram três canções no EMI Studios (atual Abbey Road Studios) em Londres em novembro de 1974: "Letting Go" , "Love In Song" e "Medicine Jar", todas que posteriormente receberiam overdubs no Sea-Saint Studios entre janeiro e fevereiro do ano seguinte.

## Gravação
Assim que as sessões começaram, o choque de personalidade evidente entre McCulloch e Britton durante as sessões em Nashville se acentuou, e Britton – após seis meses – deixou os Wings, tendo tocado em apenas três das novas canções. O baterista norte-americano Joe English foi rapidamente testado e contratado para terminar o álbum.
As sessões provaram ser produtivas, resultando não apenas em um álbum finalizado, mas também em várias canções adicionais, incluindo dois futuros lados B de McCartney, "Lunch Box/Odd Sox" e "My Carnival". Paul também decidiu unir as canções do álbum da mesma forma que os Beatles fizeram em Abbey Road para dar a Venus and Mars uma sensação mais contínua. John Lennon, durante o seu "fim de semana perdido", disse a sua então namorada May Pang que eles visitariam Paul e Linda durante as sessões de gravação de Venus and Mars, e considerou compor com ele novamente. A visita planejada de Lennon nunca aconteceu devido ao seu reencontro com Yoko Ono.

## Arte de capa
A capa do álbum, que Paul resumiu como "um disco que seria legal de se pegar, e também algo reconhecível" foi fotografada por Linda, e apresenta duas bolas de bilhar em um fundo preto, uma amarela e outra vermelha, coincidindo com as cores dos planetas Vênus e Marte. As fotografias da banda no interior do álbum foram tiradas no deserto de Mojave para capturar uma fotografia do grupo em um local de outro mundo. O grupo Hipgnosis fez o design artístico do encarte, incorporando bolas de bilhar e tacos nas letras e ilustrações de George Hardie.

## Lançamento
Precedido pelo single "Listen to What the Man Said" em maio de 1975, Venus and Mars foi lançado duas semanas depois, recebendo críticas geralmente favoráveis e vendas rápidas. O álbum alcançou o primeiro lugar nas tabelas musicais dos Estados Unidos, Reino Unido e de outros países ao redor do mundo, vendendo quatro milhões de cópias em todo o mundo. A reação, embora principalmente positiva, foi menor do que a recebida por seu antecessor.
Dois singles adicionais, "Letting Go" e "Venus and Mars/Rock Show", foram lançados. Embora o último quase tenha alcançado o top 10 dos Estados Unidos, não chegou às paradas no Reino Unido. Em setembro, a banda começaria o que seria sua turnê mundial de um ano, Wings Over the World. Algumas canções de Venus and Mars apareceriam no set list dos shows.

## Relançamentos
Foi lançado pela primeira vez em disco compacto pela Columbia Records em 1984. Em 1993, Venus and Mars foi remasterizado e relançado como parte da série The Paul McCartney Collection(em inglês) com "Zoo Gang" (lado B de "Band on the Run"), "Lunch Box/Odd Sox" (lado B de "Coming Up") e "My Carnival" (lado B de "Spies Like Us") como faixas bônus. Em 2007, o álbum foi relançado em formato digital no iTunes com as mesmas faixas bônus, com adição de uma nova mixagem de "My Carnival", intitulada "Party Mix"; no entanto, esta versão foi substituída pela reedição de 2014.
Em 2014, o álbum foi relançado como parte da Paul McCartney Archive Collection(em inglês), junto à Wings at the Speed of Sound. Foi lançado em vários formatos. A reedição foi acompanhada pelo lançamento da edição exclusiva do single de "Letting Go" para o Record Store Day.

## Lista de faixas
Todas as faixas escritas e compostas por Paul e Linda McCartney, exceto as indicadas. 
| Lado um |                            |         |  |
| N.º     | Título                     | Duração |  |
| 1.      | "Venus and Mars"           | 1:16    |  |
| 2.      | "Rock Show"                | 5:35    |  |
| 3.      | "Love in Song"             | 3:04    |  |
| 4.      | "You Gave Me the Answer"   | 2:15    |  |
| 5.      | "Magneto and Titanium Man" | 3:16    |  |
| 6.      | "Letting Go"               | 4:33    |  |

| Lado dois |                                        |         |  |
| N.º       | Título                                 | Duração |  |
| 1.        | "Venus and Mars (Reprise)"             | 2:05    |  |
| 2.        | "Spirits of Ancient Egypt"             | 3:04    |  |
| 3.        | "Medicine Jar" (McCulloch/Allen)       | 3:37    |  |
| 4.        | "Call Me Back Again"                   | 4:57    |  |
| 5.        | "Listen to What the Man Said"          | 3:57    |  |
| 6.        | "Treat Her Gently – Lonely Old People" | 4:21    |  |
| 7.        | "Crossroads" (Tony Hatch)              | 1:00    |  |

## Ficha técnica
Wings
- Paul McCartney – vocais principais, baixo elétrico, guitarras, teclados, piano, percussão
- Linda McCartney – teclados, vocais de apoio, percussão
- Denny Laine – vocais principais em "Spirits of Ancient Egypt", vocais de apoio, guitarras, teclados, percussão
- Jimmy McCulloch – vocais principais em "Medicine Jar", guitarras, vocais de apoio, percussão
- Joe English – bateria, percussão

Músicos adicionais
- Geoff Britton – bateria em "Love in Song", "Letting Go" e "Medicine Jar"
- Kenneth "Afro" Williams – congas em "Rock Show"
- Allen Toussaint – piano em "Rock Show"
- Dave Mason – guitarra em "Listen to What the Man Said"
- Tom Scott – saxofone soprano em "Listen to What the Man Said"